# Reacție Barbier
Reacția Barbier este o reacție organică ce are loc între o halogenură de alchil (clorură, bromură sau iodură), o grupă carbonilică și un metal. Se poate utiliza magneziu, aluminiu, zinc, indiu, staniu, samariu, bariu sau sărurile lor. Produsul reacției este un alcool primar, secundar sau terțiar. Reacția este similară cu reacția Grignard, însă în reacția Barbier compusul organometalic este generat in situ.
Ecuația generală a reacției este, unde componentele carbonilice pot fi aldehide (R2, R3= H, rest organic) sau cetone (R2, R3= rest organic):

## Mecanism de reacție
Mecanismul de reacție exemplificat pe bromura de alil este: